# Dendrocincla
Dendrocincla és un gènere d'ocells de la família dels furnàrids (Furnariidae).

## Taxonomia
Segons la Classificació del Congrés Ornitològic Internacional (versió 14.2, 2024) aquest gènere està format per 6 espècies:
- Grimpa-soques tirà (Dendrocincla tyrannina Lafresnaye, 1851)
- Grimpa-soques de barbeta blanca (Dendrocincla merula Lichtenstein, MHC, 1820)
- Grimpa-soques rogenc (Dendrocincla homochroa Sclater, PL, 1860)
- Grimpa-soques ala-rogenc (Dendrocincla anabatina Sclater, PL, 1859)
- Grimpa-soques fumat (Dendrocincla fuliginosa Vieillot, 1818)
- Grimpa-soques turdí (Dendrocincla turdina Lichtenstein, MHC, 1820)